# SPANfos

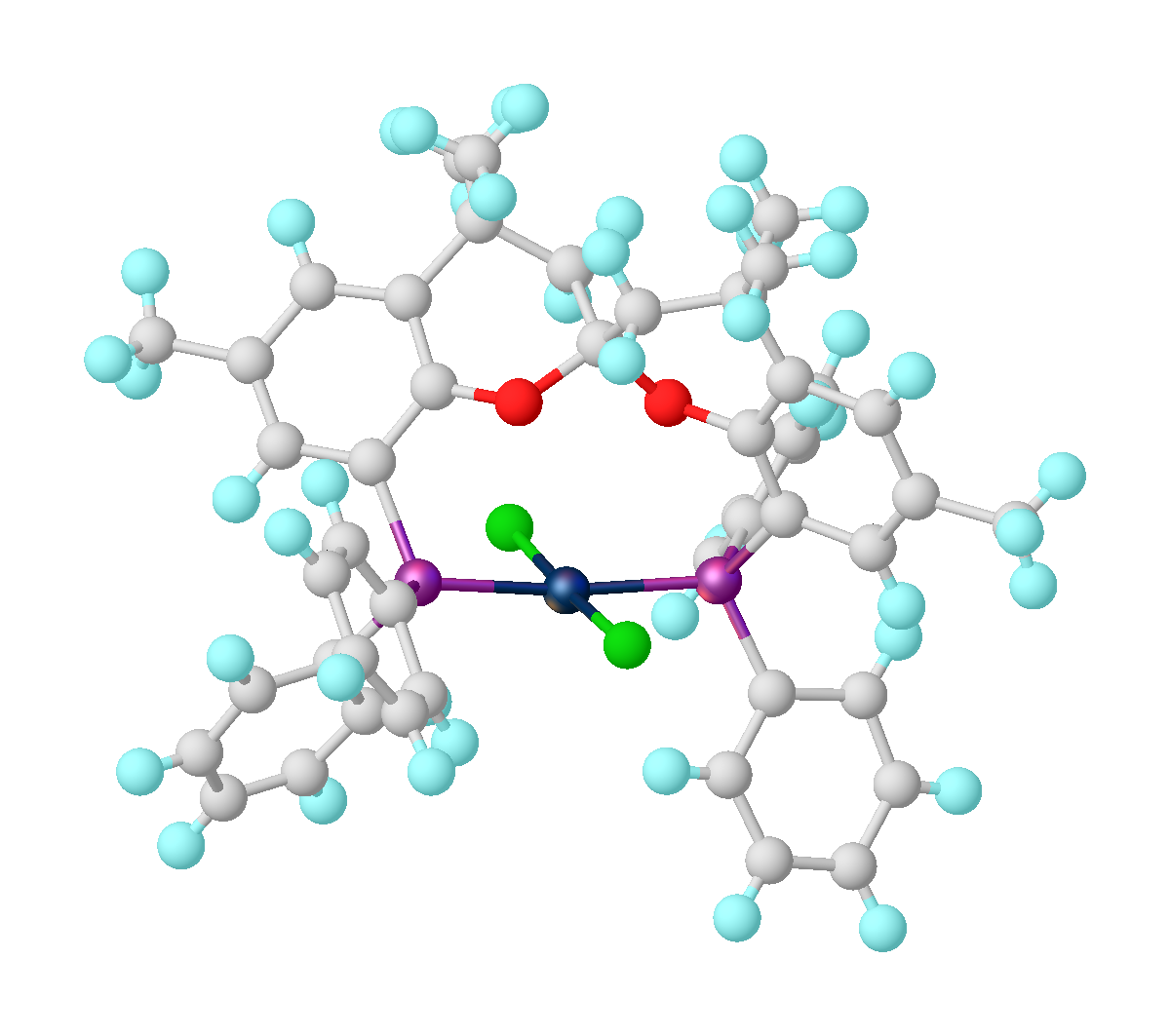
Struktura komplexu Cl_{2}(SPANphos)

SPANfos je organická sloučenina používaná jako ligand v organické a koordinační chemii.

## Příprava

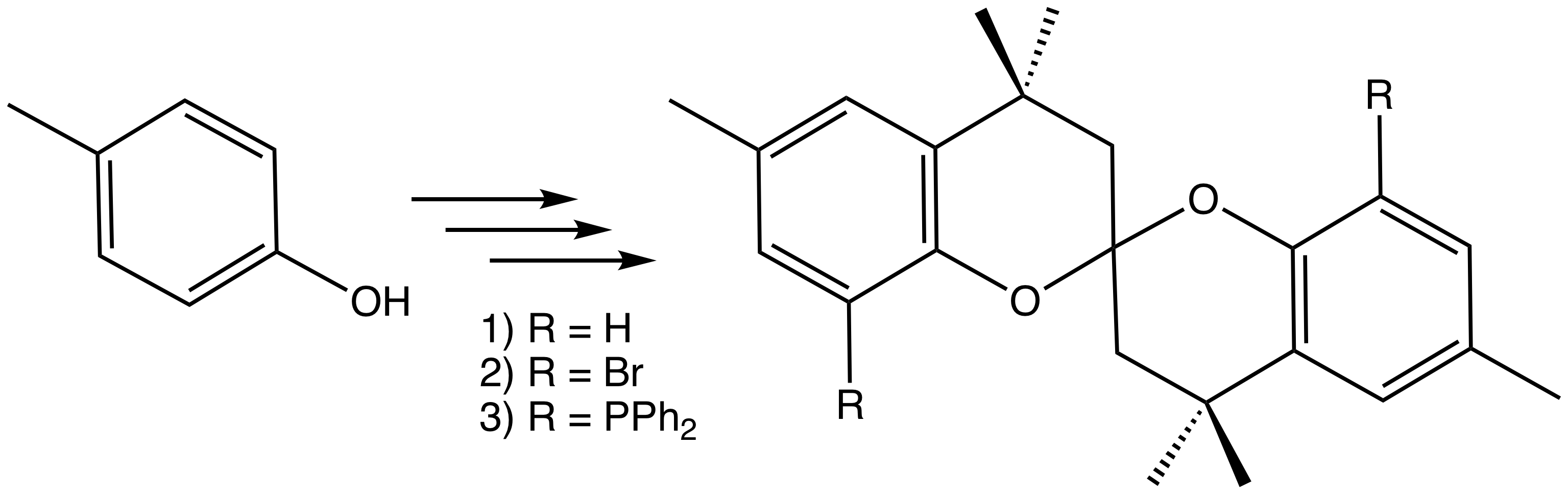
Příprava SPANfosu z p-kresolu

SPANfos se syntetizuje ve čtyřech krocích. Nejprve se připraví 4,4,4',4',6,6'-hexamethyl-2,2'-spirobichroman kysele katalyzovanou reakcí p-kresolu s acetonem. Tento produkt se následně halogenuje N-bromsukcinimidem a poté se provede lithium-bromidová výměna pomocí n-butyllithia. Reakcí takto získané organolithné sloučeniny s chlordifenylfosfinem vznikne konečný produkt.